# 유성 경구개 마찰음
유성 경구개 마찰음(有聲硬口蓋摩擦音)은 자음의 하나로 경구개에서 조음되는 유성 마찰음이다.

## 발음의 예
- 스코틀랜드 게일어: 좁은 자음의 gh, 모음과 모음 사이가 아닌 좁은 자음 dh에서 이 소리가 난다.